# Terminal Tower (album)
Terminal Tower  (1982) è una raccolta di singoli e B-sides della band di Cleveland  Pere Ubu. Contiene sia singoli registrati con il fondatore Peter Laughner, sia quelli con il chitarrista Mayo Thompson.

## Tracce
1. Heart of Darkness – 4:44
2. Final Solution – 4:57
3. Untitled – 3:28
4. Heaven – 3:05
5. The Book is on the Table – 4:08
6. 30 Seconds Over Tokyo – 6:19
7. Cloud 149 – 2:37
8. My Dark Ages – 4:00
9. Humor Me (live) – 3:01
10. Not Happy – 3:26
11. Lonesome Cowboy Dave – 1:53

## Formazione
- Tom Herman – chitarra, basso
- Peter Laughner - chitarra, basso
- Tim Wright - basso
- Mayo Thompson - chitarra
- Scott Krauss – batteria
- Tony Maimone – basso
- Allen Ravenstine – EML synthesizers
- David Thomas – voce